# پات پریک کینگ
پات پریک کینگ (تایلندی: ผัดพริกขิง؛ تلفظ pʰàt pʰrík kʰǐŋ) نوعی کاری تایلندی است که از سایر انواع کاری‌های تایلندی همچون «کاری قرمز» کم‌آب‌تر است؛ چرا که در روغن سرخ می‌شود و معمولاً در پخت آن از شیر نارگیل استفاده نمی‌شود.
قوام این غذا سفت‌تر از سایر کاری‌ها است و رنگ آن به دلیل استفاده از فلفل قرمز تند، قرمزِ روشن است. (در زبان تایلندی، phrik به معنی فلفل تند است.) نام تایلندی این غذا کمی غلط انداز است، چرا که در پخت آن از زنجبیل استفاده نمی‌شود. (در زبان تایلندی، khing به معنی زنجبیل است).
از سایر موادی که در پختِ این غذا بکار می‌رود می‌توان به علف لیمو، سیر و گالانگال اشاره کرد. در تایلند گاهی از «رُب کاری» به جای «گالانگال» استفاده می‌شود.